# القوات الجوية السادسة عشرة
القوات الجوية السادسة عشرة (القوات الجوية السيبرانية) (16 AF) هي منظمة تابعة للقوات الجوية الأمريكية (USAF) مسؤولة عن حرب المعلومات، والتي تشمل جمع وتحليل المعلومات الاستخباراتية والمراقبة والاستطلاع والحرب السيبرانية وعمليات الحرب الإلكترونية. يقع مقرها في قاعدة سان أنطونيو مشتركة في تكساس.
كانت المنظمة هي أول قوة جوية مرقمة تم إنشاؤها حديثًا (NAF) من قبل القوات الجوية الأمريكية بعد الحرب العالمية الثانية. تم تفعيلها في عام 1954 كمجموعة عسكرية مشتركة لتوفير القيادة والسيطرة على أنشطة القوات الجوية الأمريكية في إسبانيا، حيث تم تعيينها ناف في عام 1956. في عام 1957، تمت إعادة تنظيمها تحت القيادة الجوية الاستراتيجية (ساك) لتوفير القيادة والسيطرة على قواعد ساك ووحدات التناوب بوينغ بي-47 ستراتوجت المخصصة ونشرها في إسبانيا المغرب.
في عام 1966، بعد أن سحبت ساك قواتها من أوروبا، أصبحت جزءًا من القوات الجوية للولايات المتحدة في أوروبا، حيث وفرت القيادة والسيطرة على قوات (USAFE) في البداية في إسبانيا وشمال إفريقيا، ثم في إيطاليا وتركيا حتى عام 2006. أصبحت فيما بعد قوة مهام جوية مؤقتة تحت قيادة (USAFE) كجزء من الحرب العالمية على الإرهاب.

## المهام
توفر القوات الجوية السادسة عشرة الاستخبارات والمراقبة والاستطلاع، والحرب السيبرانية والإلكترونية، وعمليات المعلومات، وتعمل كمكون تشفير الخدمة المسؤول عن وكالة الأمن القومي / خدمة الأمن المركزي وخدمة مكون الإنترنت لقيادة الإنترنت الأمريكية. 

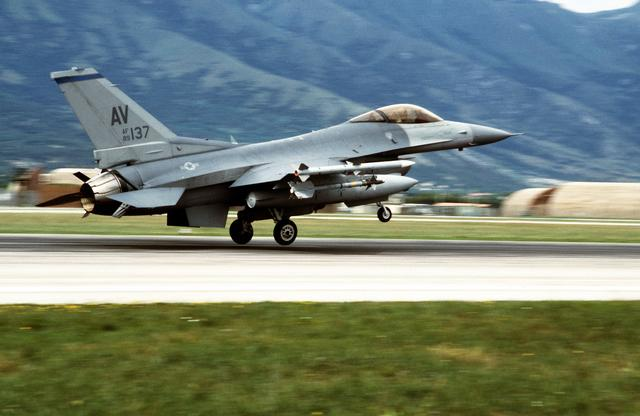
طائرة مقاتلة من طراز F-16C تقاتل الصقر من الجناح المقاتل الحادي والثلاثين تهبط عند عودتها من غارة جوية ضد صرب البوسنة أثناء عملية القوة المتعمدة في عام 1995.

## النسب

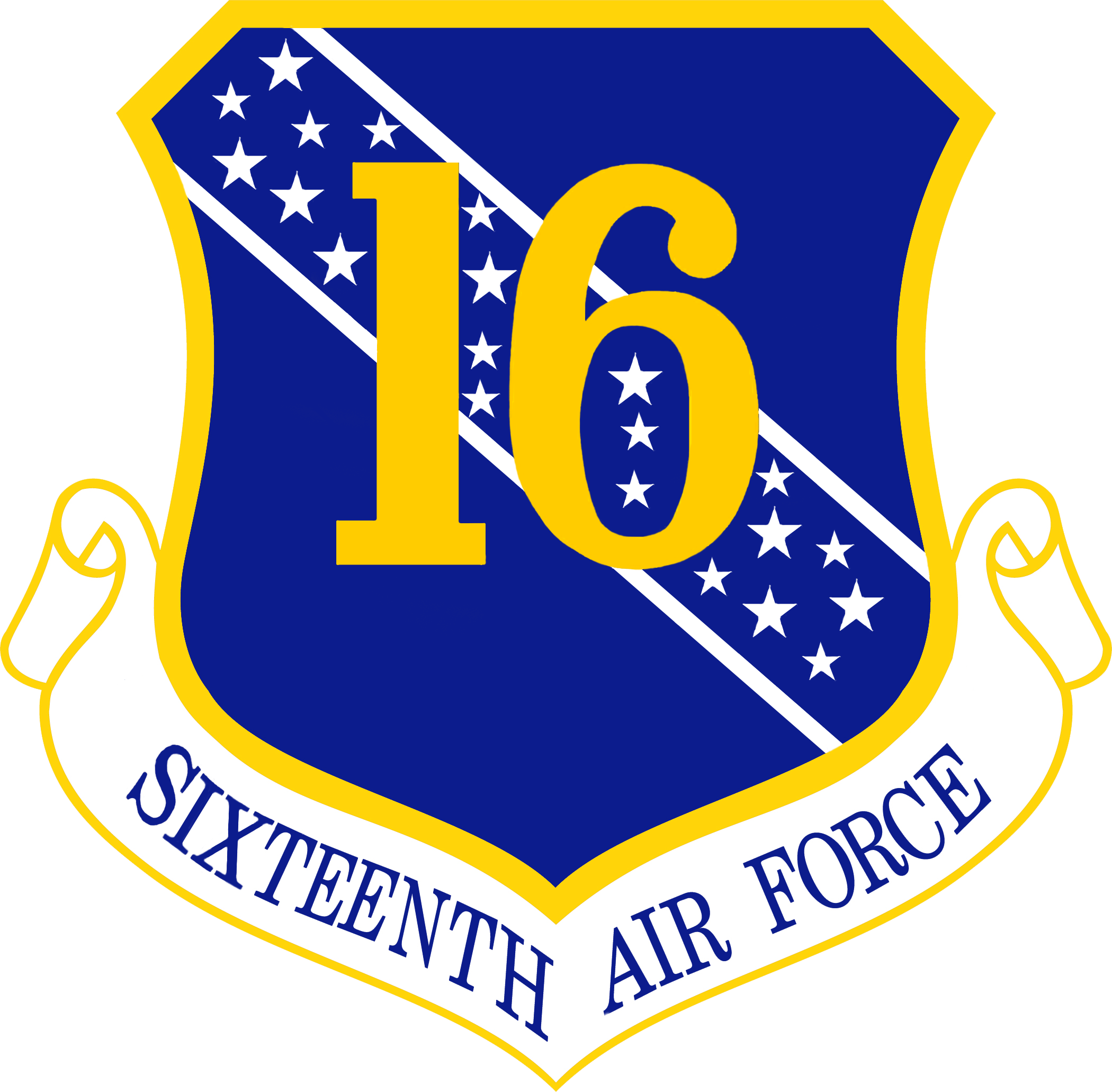
شعار القوة الجوية السادسة عشرة

- أُنشئت باسم المجموعة العسكرية المشتركة للولايات المتحدة، الإدارة الجوية (إسبانيا)

تم تفعيلها في 20 مايو 1954 كوكالة تشغيل منفصلة للقوات الجوية الأمريكية
أعيد تعيينها في سلاح الجو السادس عشر في 15 يوليو 1956
معطل 29 أغسطس 2014
- أعيد تصميمها للقوات الجوية السادسة عشرة (القوات الجوية السيبرانية) في 30 سبتمبر 2019

تم التفعيل في 11 أكتوبر 2019 

### تعيينات
- المقر، القوات الجوية للولايات المتحدة، 20 مايو 1954
- القيادة الجوية الاستراتيجية، 1 يوليو 1957
- القوات الجوية الأمريكية في أوروبا، 15 أبريل 1966 - 20 أغسطس 2014
- قيادة القتال الجوي، 11 أكتوبر 2019 [1]

### مكونات
أقسام الهواء
- الفرقة الجوية الخامسة، 1 يوليو 1957 - 15 يناير 1958
- الفرقة الجوية 65، 8 أبريل 1957 - 1 يوليو 1960
- الفرقة الجوية 4310، 15 يناير 1958 - 15 أغسطس 1963
- 7217 الفرقة الجوية، 23 أكتوبر 1968 - 9 سبتمبر 1970 [1]
- جناح الاستطلاع التاسع، 11 أكتوبر 2019 - حتى الآن
- الجناح المقاتل 31، 15 أبريل 1994 - 1 نوفمبر 2005
- الجناح 39 (جناح القاعدة الجوية 39 لاحقًا) (انظر المجموعة التكتيكية 39)
- الجناح 55، 11 أكتوبر 2019 - حتى الآن
- جناح الفضاء الإلكتروني 67، 11 أكتوبر 2019 - حتى الآن
- جناح المخابرات والمراقبة والاستطلاع السبعون، 11 أكتوبر 2019 - حتى الآن
- جناح الاستطلاع 319، 11 أكتوبر 2019 - حتى الآن
- جناح المخابرات والمراقبة والاستطلاع 363، 11 أكتوبر 2019 - حتى الآن
- جناح المقاتل التكتيكي 401، 27 أبريل 1966 - 1 أبريل 1994
- جناح تدريب المقاتلين التكتيكي 406، 15 يوليو 1972 - 26 يونيو 1992
- جناح المخابرات والمراقبة والاستطلاع 480، 11 أكتوبر 2019 - حتى الآن
- 487 جناح الصواريخ التكتيكية، 1 يوليو 83 - 27 مايو 91
- 688th الجناح الفضائي السيبراني، 11 أكتوبر 2019 - حتى الآن
- جناح الاتصالات 1989، 1 أكتوبر 1990 - 10 أغسطس 1992
- 7272d جناح التدريب على الطيران، 31 ديسمبر 1968 - 11 يونيو 1970
- 7602d جناح الدعم (جناح الدعم 3977th لاحقًا، مجموعة الدعم 3977th)، 1 يناير - 1 يوليو 1960 [1]

مجموعات
- المجموعة التكتيكية 39 (الجناح 39 لاحقًا، مجموعة القاعدة الجوية 39، جناح القاعدة الجوية 39)، 9 سبتمبر 1970 - 15 أكتوبر 1991، 7 يوليو 1992 - 1 نوفمبر 2005
- مجموعة تدريب المقاتلين التكتيكيين 406، 1 يوليو 1970 - 15 يوليو 1972
- مجموعة الدعم 3977 (انظر جناح الدعم 7602d) [1]

### المحطات
- مدريد، إسبانيا، 20 مايو 1954
- قاعدة توريجون الجوية، إسبانيا، 1 فبراير 1958
- قاعدة أفيانو الجوية، إيطاليا، 10 أغسطس 1992 - 1 ديسمبر 2006
- قاعدة رامشتاين الجوية، ألمانيا، 30 سبتمبر 2005 - 29 أغسطس 2014
- قاعدة لاكلاند الجوية، تكساس، 11 أكتوبر 2019 - الآن [1]

## روابط خارجية
- صفحة الويب 16 للقوات الجوية
- قصة إخبارية للقوات الجوية الأمريكية حول التغييرات 3AF و 16AF